# Яніка Балаж
Яніка Балаж (серб. Јаника Балаж, угор. Balázs Janika, *23 грудня 1925 — †12 листопада 1988) — сербський тамбураш.

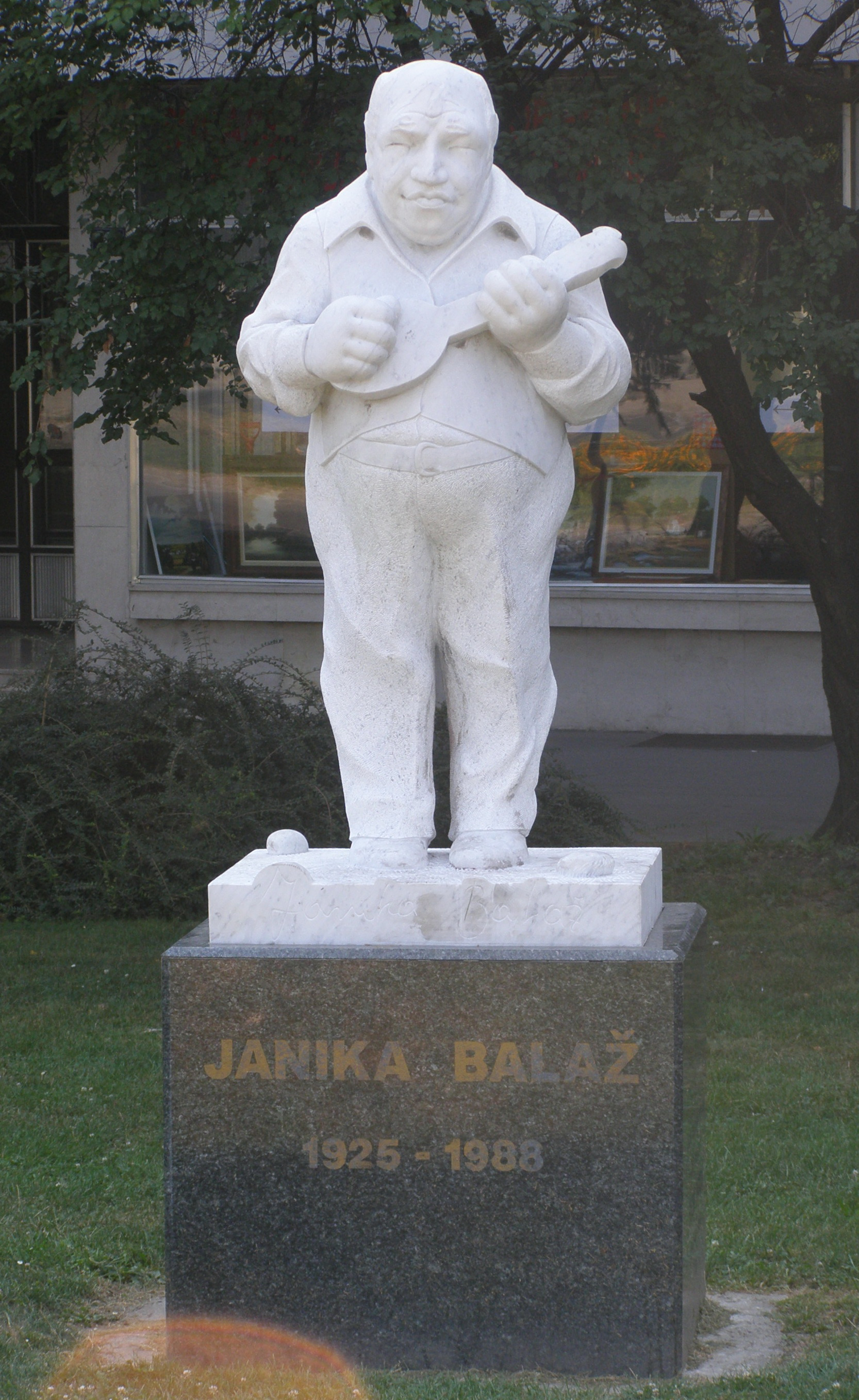
Статуя Яника Балажа в Нові-Саді

Народився в циганській сім'ї. З 10 років грав на скрипці у місцевій таверні, пізніше однак змінив цей інструмент на тамурицю-приму. Грав в оркестрі «Браќа козаци», в 1948—1951 — в Radio Crne Gore, а з 1951 — у великому оркестрі тамбурашів при Радіо Воєводини в Нові Сад. Впродовж життя він дав безліч концертів, зокрема 36 разів грав у паризькому залі Олімпія. Його запрошували як викладача бамбури в США та СРСР, але Яніка відмовився від запрошень і до кінця життя працював у Нові Саді.